# Paroniquia
La paroniquia, llamada también uñero, panadizo de primer grado o panadizo periungueal agudo, es la infección en la piel que rodea a las uñas de los dedos en pies o manos. El pliegue ungueal manifiesta inflamación con destrucción de la cutícula y ocasionalmente con supuración. Puede necesitar tratamiento médico-quirúrgico.

## Causas
Ocurre cuando una bacteria, hongo o virus herpes simple (ver panadizo herpético) infecta la piel que rodea a la uña por lesiones en el área como cortes o fisuras y rasgadura o recorte de la cutícula, por maceración o por manicura o pedicura mal realizada.

## Tipos de paroniquia
- La paroniquia aguda que suele ser de etología bacteriana (estafilococos, estreptococos, pseudomonas),  afecta más a niños y a los dedos de la mano, particularmente a un solo dedo.
- La paroniquia crónica que es la recidivante o insidiosa causada mayoritariamente por hongos (candida) aunque puede haber infecciones mixtas. Se presenta en más de un dedo y es más frecuente en mujeres mayores que en varones.[2]

## Factores de riesgo
Un factor de riesgo es algo que incrementa la posibilidad de contraer una enfermedad o padecimiento. 
- Diabetes.
- Trabajos que requieran exposición frecuente a solventes químicos o agua: comedores, lavanderías, consultorios dentales, bármanes, estilistas, enfermeras…[3]
- Onicofagia (morderse las uñas habitualmente).

## Síntomas
- Enrojecimiento e hinchazón de la piel alrededor de la uña.
- Formación de pus cerca de la uña.
- Fuerte dolor y sensibilidad al contacto.
- Decoloración de la uña.
- Palpitaciones en el área afectada.
- Calentamiento del bulto

## Diagnóstico
El médico interroga acerca de los síntomas e historial médico y realiza una exploración física. Si hay pus, puede recomendar drenarla. No debe tratar de drenar el pus por usted mismo. El facultativo podría enviar una muestra del pus al laboratorio para examen. La muestra puede ser cultivada para identificar lo que está causando la infección.

## Tratamiento
Los tratamientos son diferentes en la paroniquia aguda y crónica.

### Paroniquia aguda
Un caso moderado de paroniquia aguda (poca hinchazón o enrojecimiento cerca de la uña) puede ser tratada sumergiendo la uña afectada en agua tibia. Este tratamiento puede repetirse de 2-4 veces diarias, durante 15 minutos.
En la mayoría de los casos este tipo de paroniquia se alivia en 5-10 días. Si la afección no mejora, el doctor podría recetar antibióticos tópicos u orales. Las opciones incluyen trimethoprim/sulfamethoxazole DS (1 o 2 comprimidos dos veces al día), clindamicina (300  a  450mg cuatro veces al día) o doxiciclina (100mg dos veces al día).

### Paroniquia crónica
Los casos crónicos pueden ser causados por hongos, así que su doctor puede darle medicamentos fungicidas. También pueden ser causados por una infección bacteriana por gérmenes mixtos y puede ser tratada con antibióticos. Es importante mantener la piel limpia y seca. También es importante evitar las sustancias irritantes como limpiadores o comida en el área. En algunos casos en los que la paroniquia crónica no responde a otros tratamientos, la cirugía puede ser recomendable.
Los síntomas pueden desaparecer con el tratamiento, sin embargo, el daño permanente en la uña o los tejidos adyacentes puede volver.

## Prevención
- Para ayudar a prevenir la paroniquia:
  - Mantener las manos y pies limpios y secos.
  - Usar guantes si las manos están expuestas diariamente al agua o a compuestos químicos.
  - Evitar morderse las uñas.
  - Evitar cortar o desgarrar las cutículas.
  - Evitar uñas artificiales, manicuras o tratamientos que eliminen la cutícula.
  - Si tiene diabetes, mantener los niveles de glucosa en sangre (glucemia) dentro de los límites normales.

## Fuente
- American Family Physician

- Datos: Q3896379
- Multimedia: Paronychia (disease) / Q3896379